# Karl Wahl (Politiker)
Karl Wahl (* 30. März 1896 in Vadenrod; † 22. April 1962 in Alsfeld) war ein hessischer Politiker (NSDAP) und ehemaliger Abgeordneter des Landtags des Volksstaates Hessen in der Weimarer Republik.
Karl Wahl war der Sohn des Leinwebers Jakob Wahl und dessen Frau Elisabetha geborene Menz. Er heiratete Emma Anna geborene Bohn.
Karl Wahl war als Arbeiter und später als Vollziehungsbeamter tätig.
1931 bis 1932 war Karl Wahl für seine Partei hessischer Landtagsabgeordneter.